# Nagano
Nagano (japonsky: 長野市; Nagano-ši) je hlavní město prefektury Nagano na ostrově Honšú v Japonsku. Leží nedaleko soutoku řek Čikuma a Sai. Podle odhadu z 1. července 2025 mělo město 360 195 obyvatel (podobně jako Brno) a hustotu osídlení 431 ob./km². Celková rozloha města je 834,81 km².

## Historie
V roce 1601 se vesnice Nagano, Hakoshimizu, Nanase a Hirashiba staly součástí správy chrámu Zenkoji.
V roce 1871 byla správa těchto vesnic začleněna pod prefekturu Nagano.
8. listopadu 1874 byl změněn statut vesnice Nagano na město. V průběhu dalších let, byly k městu připojovány další okolní vesnice, které měly různé názvy spojené s přídavkem Nagano.
Sloučením těchto míst vzniklo moderní město Nagano, které bylo založeno 1. dubna 1897. 
V roce 1888 byla do města poprvé přivedena železniční trať, což vedlo k rozvoji obchodu a průmyslu a vytvoření moderní městské oblasti. V oblasti se rozvíjel textilní průmysl, který byl orientován na výrobu hedvábí.
1. dubna 1954 byly k městu přičleněny dalších 10 okolních obcí.
16. října 1966 došlo k druhému sloučení města s 8 okolními obcemi.
29. března 1967 byla založena městská vlajka a městský znak města.
1. dubna 1999 bylo městu změněn status na nové administrativní členění, které se japonsky označuje Čúkakuši (v překladu jádrové město)
1. ledna 2005 byly k městu připojeny další vesnice a okresy.
1. ledna 2010 došlo k připojení města Shinmachi a vesnice Nakajo.

## Poloha
Nagano leží v centrální části ostrova Honšú, v regionu Chūbu (Kōshin'etsu), v severní části prefektury Nagano a je jejím hlavním městem, na souřadnicích 36°38′N 138°11′E.

## Klima
Klima je mix subtropického vlhkého a kontinentálního vlhkého. Nejteplejší je srpen s teplotami 21-31°C, nejchladnější leden s –4 °C. Zima naděluje v tomto regionu vydatnou sněhovou pokrývku. Srážky se pohybují od 45 mm v listopadu do 130 mm v červenci a září.

## Sport

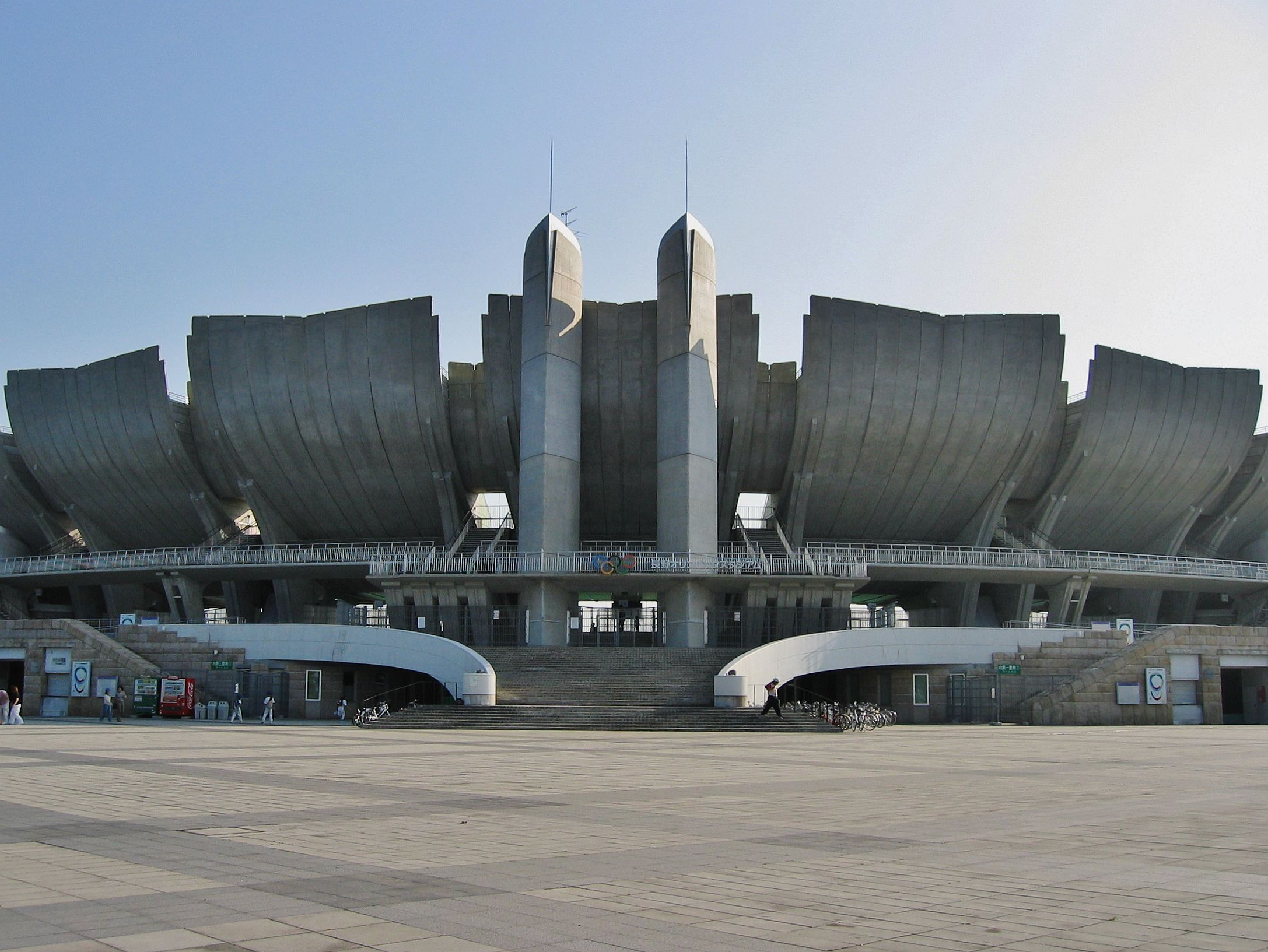
Olympijský stadion

Město Nagano hostilo Zimní olympijské hry v roce 1998, Zimní paralympijské hry v roce 1998 a Speciální olympijské zimní světové hry v roce 2005. Nagano je první město, které hostilo všechny tři tyto hry. V jedné z olympijských hal je dnes i muzeum olympiády 98 a obchod se suvenýry.

## Vzdělání
Město má 3 základní, 6 středních, 4 vyšší školy a 1 (technologickou) univerzitu.

## Doprava
Pro vlakovou dopravu má Nagano jedno hlavní a pár menších okrajových nádraží. V roce 1997 byl vybudován Hokuriku Šinkansen, který město spojuje s Takasaki, Gunma. Lokální kolejovou dopravu zajišťuje elektrifikovaná železnice.
Nejbližší letiště je Matsumoto, které spojuje autobusová linka. Je docela odlehlé, neboť cesta tam trvá celých 70 minut.

## Zajímavosti

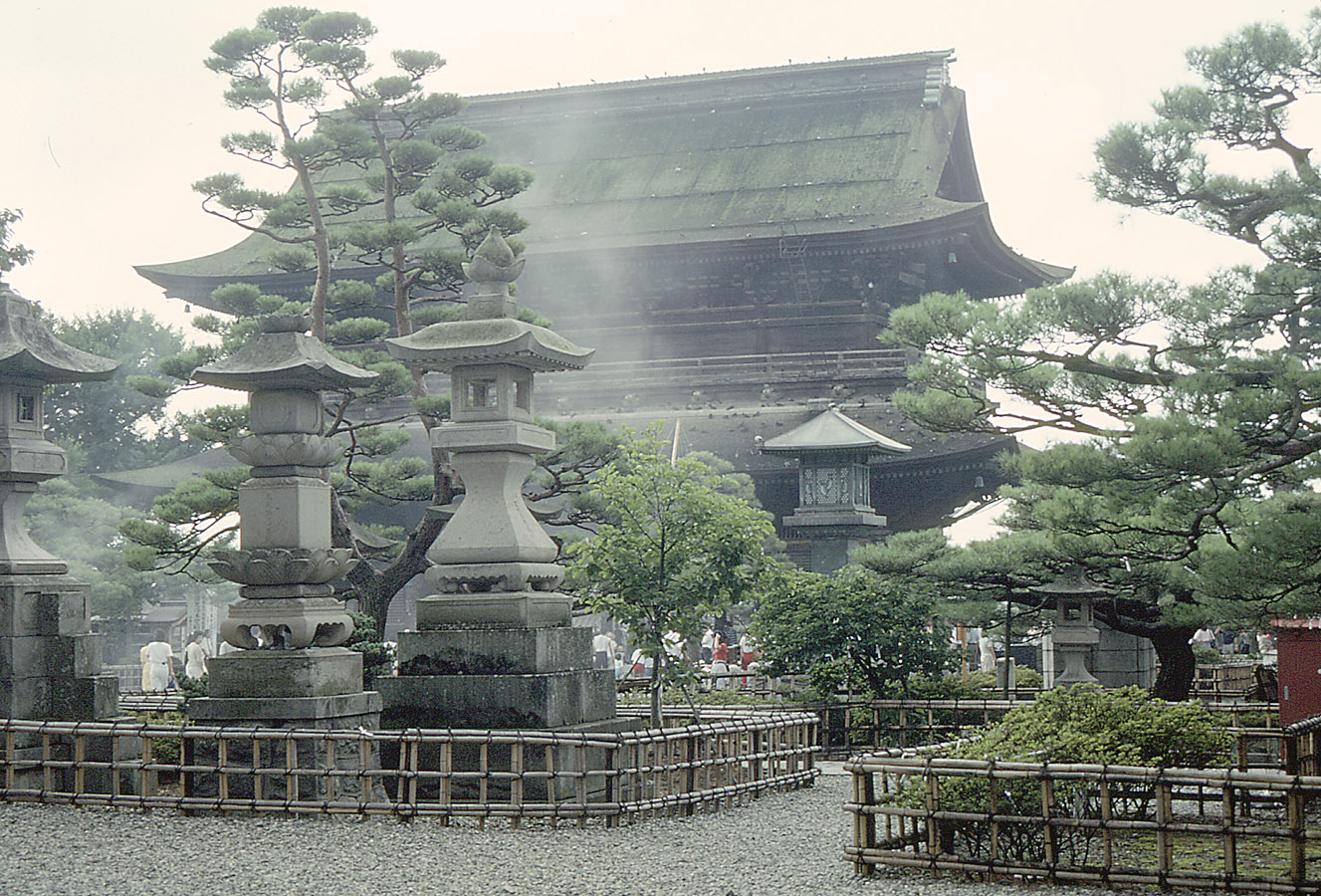
Starobylý chrám Zenkódži

Největší turistickou atrakcí Nagana je slavný buddhistický chrám Zenkō-ji ze 7. století Zenkódži. Nagano bylo původně malé město vybudované kolem tohoto chrámu.
V městě má sídlo společnost Seiko Epson.

## Partnerská města
- Clearwater, USA (březen 1959)
- Š'-ťia-čuang, Čína (duben 1981)